# Batalha de Aduá
A Batalha de Aduá (Adwa), ocorreu a 1 de março de 1896 entre a Etiópia e Itália, perto da cidade de Aduá, na Etiópia.

## História
A partir de 1870, a Abissínia passa a ser cobiçada pela Itália, que então procurava juntar-se às demais potências européias na corrida desenfreada pela repartição da África.
No final do século XIX, todo continente africano estava sob o domínio europeu, com excepção da Etiópia e da Libéria. A Libéria havia se tornado independente em 1847 e na Etiópia, a independência foi garantida depois da Conferência de Berlim, com a vitória do exército do imperador Menelik II sobre tropas italianas na batalha de Aduá.
Após a Conferência de Berlim, em 26 de fevereiro de 1885, ingleses, franceses, alemães, belgas, italianos, espanhóis e portugueses já haviam conquistado e repartido entre si 90% da África.
Em 1895, a Etiópia foi invadida pela Itália, que pretendia anexar o país ao seu protetorado. Em 1896, os italianos subjugaram a parte oriental da região, estabelecendo a Colônia da Eritreia. No entanto, neste mesmo ano, em 1896, o exército etíope, sob a liderança de Menelique II da Abissínia, um dos grandes estadistas de história africana, que acompanhado da sua esposa, a imperatriz Taitu Bitul, derrotaram os italianos, na famosa batalha de Aduá.